# Morez
Morez är en kommun i departementet Jura i regionen Bourgogne-Franche-Comté i östra Frankrike. Kommunen ligger i kantonen Morez som tillhör arrondissementet Saint-Claude. År 2018 hade Morez 4 813 invånare.

## Befolkningsutveckling
Antalet invånare i kommunen Morez
Referens:INSEE